# Dorfkirche Pfuhlsborn

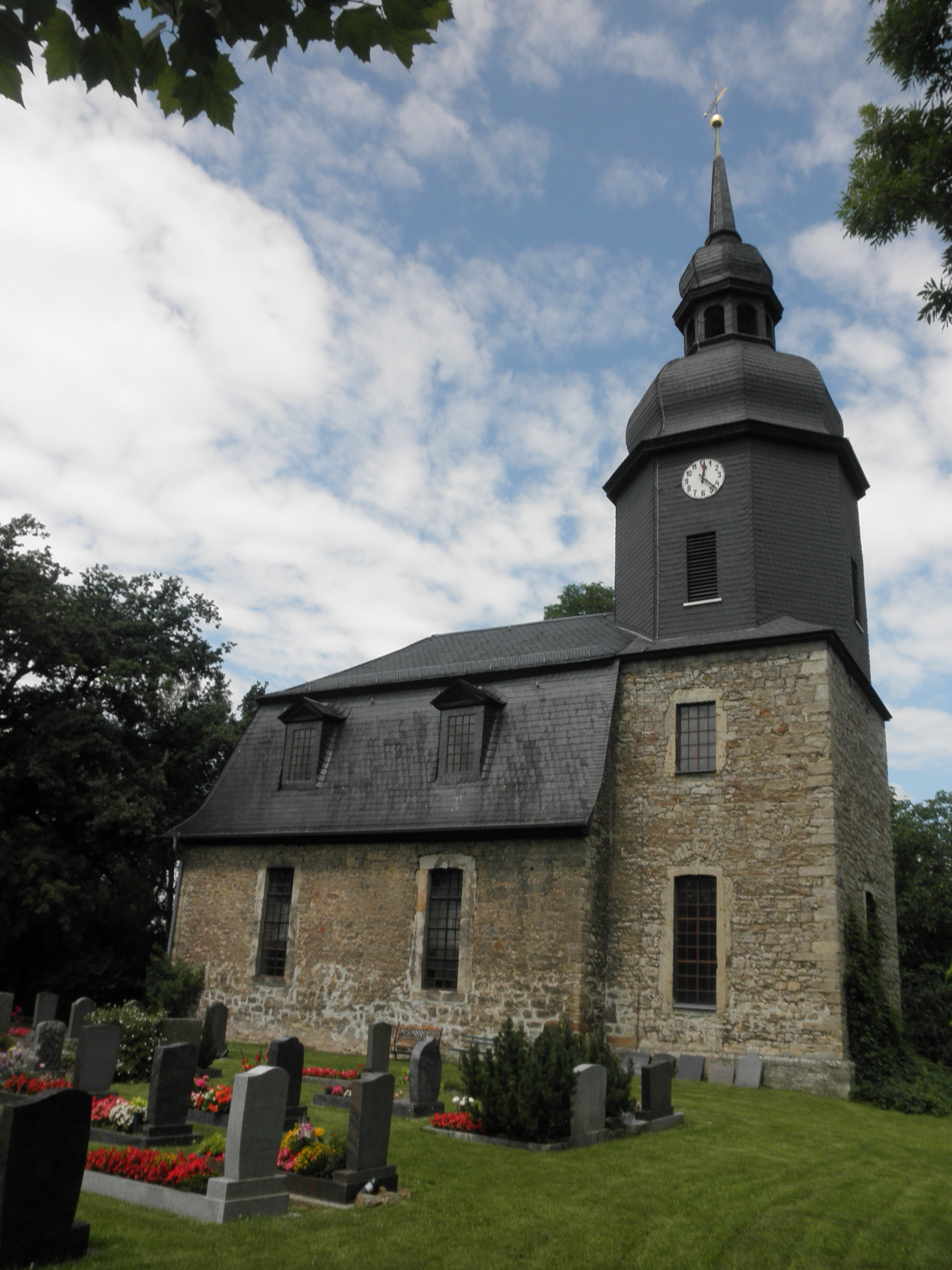
Dorfkirche Pfuhlsborn

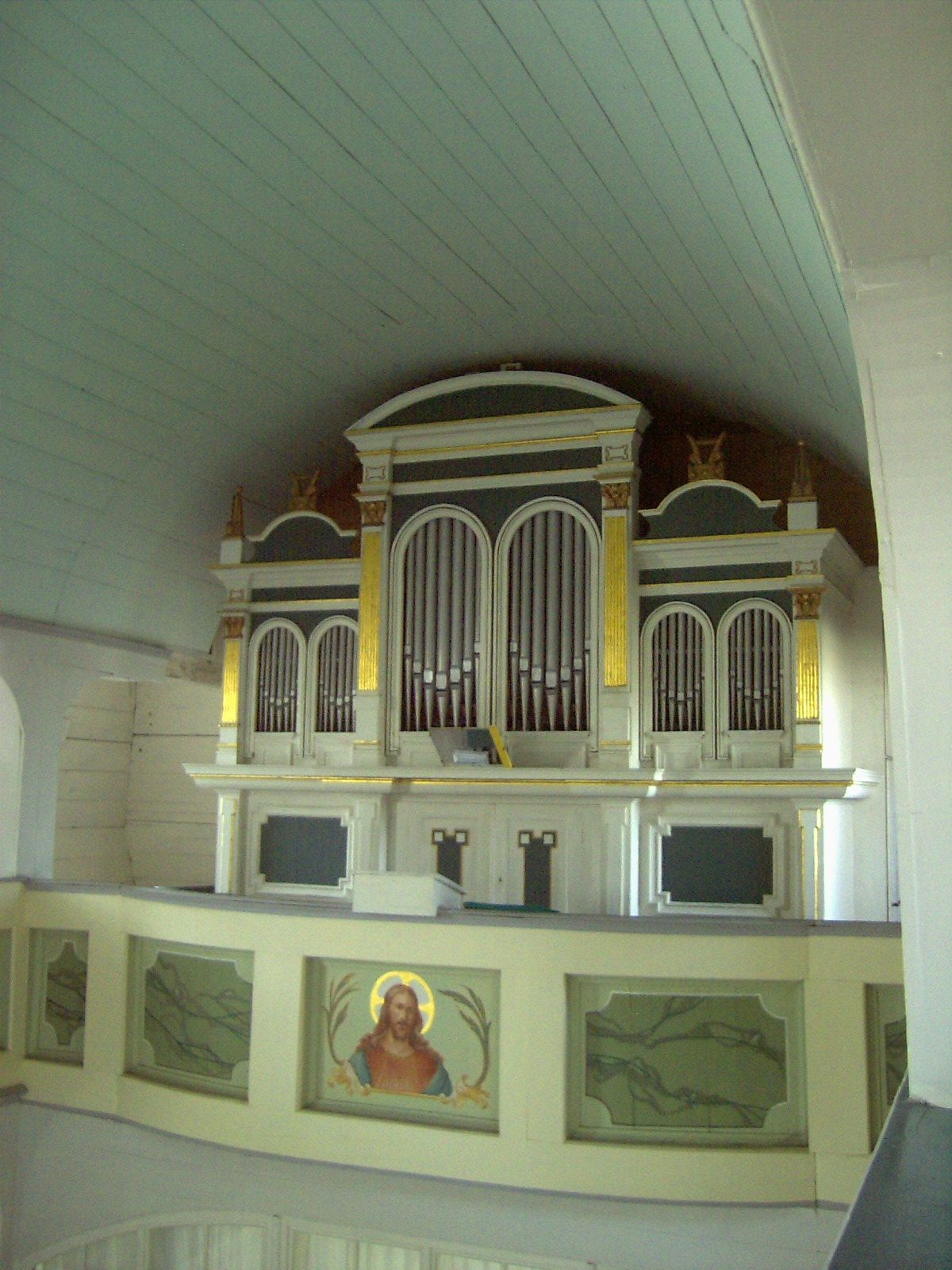
Orgel

Die evangelisch-lutherische, denkmalgeschützte Dorfkirche Pfuhlsborn steht in Pfuhlsborn, einem Ortsteil der Stadt und Landgemeinde Bad Sulza im Landkreis Weimarer Land in Thüringen. Die Kirchengemeinde Pfuhlsborn gehört zum Pfarrbereich Apolda III im Kirchenkreis Apolda-Buttstädt der Evangelischen Kirche in Mitteldeutschland.

## Beschreibung
Die kleine, mit einem schiefergedeckten Mansarddach bedeckte Saalkirche wurde nach einem Brand 1744 aus Bruchsteinen neu erbaut. Auf den unteren steinernen Geschossen des Chorturms sitzt ein achtseitiger schiefergedeckter Aufsatz, der mit einer bauchigen Haube bedeckt ist, die von einer Laterne mit Turmkugel bekrönt wird. 
Das Kirchenschiff hat dreiseitige zweigeschossige Emporen. Die Kirchenausstattung ist bis auf den Kanzelaltar schlicht. Dessen Mittelteil ist von Paaren marmorierter Säulen eingefasst. Über dem Gebälk befindet sich eine Wolkengloriole mit einem Christusmonogramm. Die Orgel mit 13 Registern, verteilt auf 2 Manuale und Pedal, wurde 1882 von Hermann Kopp, Orgelbauer in Apolda, gebaut und 1998 von Orgelbau Schönefeld restauriert.